# Der Flüsterer im Dunkeln
The Whisperer in Darkness (Der Flüsterer im Dunkeln) ist eine Kurzgeschichte des amerikanischen Schriftstellers H. P. Lovecraft. Sie wurde von Februar bis September 1930 geschrieben und erstmals in Weird Tales, Band 18 Ausgabe 1 im August 1931, veröffentlicht. 1939 wurde sie in den Sammelband The Outsider and Others aufgenommen, mit dem die Geschichte des Verlages Arkham House begann. Ähnlich wie Die Farbe aus dem All verbindet sie Horror- mit Science-Fiction-Elementen.

## Inhalt
Nach einer schweren Überschwemmung in Vermont wird in den Lokalzeitungen über Beobachtungen von seltsamen Wesen in den umliegenden Flüssen berichtet. Albert N. Wilmarth, Englischprofessor an der Miskatonic University in Arkham, erhält eines Tages einen Brief von einem gewissen Henry Wentworth Akeley, der in einem abgelegenen Haus lebt und behauptet, unwiderlegbare Beweise dafür zu besitzen, dass die Berichte wahr seien und in den Bergen in der Tat fremde Wesen existieren. Diese Wesen, so Akeley weiter, seien aus dem All gekommen, um in den Bergen bestimmte Mineralien abzubauen, die nur auf der Erde zu finden seien. Da sie jedoch keinerlei feindliche Absichten gegenüber der Menschheit hätten, bemühten sich die Fungi vom Yuggoth oder Mi-go, wie sie genannt würden, durch die Hilfe einzelner Menschen ihre Existenz vor der Öffentlichkeit zu verheimlichen. Außerdem würden sie Wesen namens Cthulhu oder Nyarlathotep anbeten. Akeley bittet Wilmarth schließlich um Unterstützung. Er verweist jedoch auf eine mögliche Gefahr, sollte der Professor persönlich erscheinen. Daher einigt man sich, in schriftlicher Form in Kontakt zu bleiben. So entsteht ein reger Briefwechsel zwischen beiden, in dem Akeley dem Professor immer mehr Hinweise zukommen lässt, die die Existenz dieser Wesen beweisen sollen. Es dauert jedoch nicht lange, bis erste Briefe verschwinden. Außerdem scheint irgendjemand Akeley töten zu wollen, da mehrere Anschläge auf ihn verübt werden. Die Lage eskaliert schließlich so weit, dass Akeley sich eines Nachts eine Schießerei mit diesen Wesen liefert. Zwar werden fast alle seine Wachhunde getötet, doch auch mehrere dieser Wesen kommen dabei um. In einem weiteren Brief beschreibt er, wie sich einer der Leichname vor seinen Augen auflöst und dass ihr Blut eine ekelhafte grünliche Flüssigkeit sei. Kurz drauf erhält Wilmarth wieder einen Brief. In diesem erklärt Akeley, dass alles ein großes Missverständnis sei, er sich mit den außerirdischen Wesen getroffen habe und diese ihm seine friedlichen Absichten demonstriert hätten. Schließlich fordert er Wilmarth auf, ihm einen Besuch abzustatten und die Briefe und Fotos mitzubringen, die er ihm geschickt hat, woraufhin Wilmarth nur zögerlich eingeht.
Als Wilmarth eintrifft, findet er Akeley in einem erbärmlichen körperlichen Zustand vor, unbeweglich auf einem Lehnstuhl in einem dunklen Raum. Akeley erzählt Wilmarth von der außerirdischen Rasse und den Wundern, die sie ihm offenbart hätten. Er sagt auch, dass die Wesen in der Lage wären, ein menschliches Gehirn chirurgisch zu entnehmen und es in einem Behälter aufzubewahren, in dem es unbegrenzt leben und den Strapazen einer Reise durch das All standhalten könne. Nachdem er dem Professor mehrere dieser Behälter vorgeführt hat, fährt Akeley fort. Er habe sich bereit erklärt, eine solche Reise zu unternehmen. In einem weiteren Behälter befindet sich bereits ein Gehirn. Dieses berichtet Wilmarth über angebrachte Geräte über die positiven Aspekte der Reise und versucht den Professor davon zu überzeugen, sich ihnen auf der Reise nach Yuggoth, dem Außenposten der Wesen in unserem Sonnensystem (der sich später als Pluto herausstellt), anzuschließen. Während dieser Gespräche verspürt Wilmarth ein vages Gefühl des Unbehagens, vor allem durch Akeleys merkwürdige Art, zu flüstern. Wilmarth, bittet zunächst darum das Angebot überschlafen zu dürfen.
In der Nacht belauscht der schlaflose Wilmarth ein beunruhigendes Gespräch mit mehreren Stimmen, von denen einige ausgesprochen bizarr zu klingen scheinen. Als alles still ist, schleicht er sich in das Zimmer, um der Sache nachzugehen. Er stellt fest, dass Akeley nicht mehr anwesend ist, aber seine Kleidung zurückgelassen hat. Bei näherer Betrachtung macht er eine erschreckende Entdeckung, die ihn veranlasst, aus dem Haus zu fliehen. Als die Behörden am nächsten Tag erscheinen, finden sie nichts als ein von Kugeln durchsiebtes Haus. Akeley ist verschwunden, zusammen mit allen physischen Beweisen für die Anwesenheit der Wesen. Am Ende der Geschichte enthüllt Wilmarth die Entdeckung, vor der er mit Schrecken geflohen ist: Das, was er zunächst für Akeleys Kleidung gehalten hatte, waren in Wirklichkeit sein Gesicht und seine Hände. Diese, so seine Vermutung, wurden von etwas Unmenschlichem benutzt, um sich als Mensch zu tarnen. Er glaubt nun mit erschreckender Gewissheit, dass der Behälter in jenem dunklen Raum mit dem flüsternden Wesen bereits das Gehirn von Henry Wentworth Akeley enthielt.

## Charaktere
Albert Wilmarth
Der Erzähler der Geschichte, Albert N. Wilmarth, wird als Volkskundler und Assistenzprofessor für Englisch an der Miskatonic-Universität beschrieben. Er untersucht die seltsamen Ereignisse, die sich nach den historischen Überschwemmungen in Vermont im Jahr 1927 ereigneten. Nebenbei begeisterte sich Wilmarth für die Folklore Neuenglands, weswegen seine Meinung zu den gesichteten Kreaturen bei den Überschwemmungen sehr gefragt war.
Henry Wentworth Akeley
Henry Wentworth Akeley ist ein Volkskundler aus Vermont. Seine Frau starb 1901 nach der Geburt seines einzigen Sohns, George Goodenough Akeley. Als er sich zur Ruhe setzte, kehrte Akeley in sein angestammtes Haus in den Hügeln von Vermont nahe den Hängen des Black Mountain zurück. 1927 macht er die Entdeckung, dass in den Wäldern rund um sein Haus seltsame Wesen leben. Dies schreibt er an Professor Wilmarth.

## Einfluss
Die Bemerkungen des Ich-Erzählers Albert Wilmarth über Arthur Machen und die nicht-menschliche Kreaturen sind nach Ansicht von Robert M. Price eine Art Eingeständnis im Hinblick auf Machens Roman Das schwarze Siegel (1895). Er schreibt:
Ich würde sogar so weit gehen, dass es sich im Wesentlichen um eine Neufassung, eine neue Version von Machen handelt. In beiden Fällen haben wir es mit einem Professor zu tun, einem Forscher der durch sein nebenberufliches Interesse dem folgt, was die meisten als Aberglauben abtun würden und sich auf eine gefährliche Reise in eine seltsame Region mit unheilvollen, Hügeln begibt. Er wird von einem seltsam gravierten schwarzen Stein angelockt, der ein Überbleibsel einer älteren vormenschlichen Rasse zu sein scheint, die jetzt in diesen mysteriösen Hügeln versteckt ist. [...] Lovecraft teilt die Rolle von Machens Professor Gregg zwischen Professor Wilmarth und dem gelehrten Einsiedler Akeley auf. [...] Doch ist es Akeley, nicht der Professor, der schließlich der alten Rasse zum Opfer fällt. Wilmarth bleibt zurück, um die Geschichte zu erzählen, wie Machen's Miss Lally.
Price weist auf parallele Passagen in den beiden Geschichten hin: Wo Machen fragt, „what if the obscure and horrible race of the hills still survived...?“ („was wäre, wenn die obskure und schreckliche Rasse der Hügel überlebt hätte?“), deutet Lovecraft „a hidden race of monstrous beings which lurked somewhere among the remoter hills“ an („eine verborgene Rasse monströser Wesen, die irgendwo zwischen den entlegenen Hügeln lauerte“). Wo Machen „strange shapes gathering fast amidst the reeds, beside the wash in the river“ erwähnt („seltsame Gestalten, die sich im Schilf am Rande des Flusses sammeln“), erzählt Lovecraft von „certain odd stories of things found floating in some of the swollen rivers“ („gewissen seltsamen Geschichten über Dinge, die in einigen der angeschwollenen Flüsse treiben“). Price vermutet, dass Machens Verweis auf Berichte über Menschen, „die auf seltsame Weise von der Erde verschwunden sind“, Lovecraft dazu veranlasste, sich vorzustellen, dass Menschen wortwörtlich „weggezaubert“ werden.
Wie von Kritikern wie Price und Lin Carter hervorgehoben, nimmt Der Flüsterer im Dunkeln auch Bezug auf Namen und Konzepte in Robert W. Chambers' Der König in Gelb, von denen einige zuvor von Ambrose Bierce entlehnt worden waren. In einem Brief an Clark Ashton Smith schrieb Lovecraft: „Chambers muss von 'An Inhabitant of Carcosa' & 'Haita the Shepherd' beeindruckt gewesen sein, die erstmals in seiner Jugend veröffentlicht wurden. Aber im Vergleich zu Bierce übertrifft er sie sogar noch, indem er einen beängstigenden Hintergrund des Grauens schafft - eine vage, beunruhigende Erinnerung, die einen davor zurückschrecken lässt, das Gedächtnis allzu sehr zu strapazieren.“

## Textausgaben (Auswahl)
Englisch:
- Weird Tales, August 1931
- The Outsider and Others, Arkham House, 1939

- The Dunwich Horror and Others, Arkham House, 1984

- The Call of Cthulhu and Other Weird Stories Penguin Classics, 1999

Deutsch:
- Berge des Wahnsinns. Insel, Frankfurt am Main 1970.
- Der Flüsterer im Dunkeln. Festa, Leipzig 2018, ISBN 978-3-86552-643-4.
- Der Flüsterer im Dunkeln / H.P. Lovecraft; übersetzt von Florian F. Marzin. München: Anaconda, 2023, ISBN 978-3-7306-1304-7.

## Hörspielbearbeitung
Innerhalb der deutschen Hörspielreihe Howard Phillips Lovecraft – Chroniken des Grauens erschien die Geschichte 2022 zum Hörspiel bearbeit.